# أمريكيون أيرلنديون
الأمريكيون من أصل أيرلندي هم من مواطني الولايات المتحدة الذين يمكن تتبع أصولهم إلى أيرلندا. إجمالي 36,278,332 من الأمريكيون يقدرون بـ 11.9٪ من مجموع السكان الذين من أصول أيرلنديون في استطلاع عام 2008 الذي أجراه مكتب تعداد الولايات المتحدة. آخر حوالي 3.5 مليون نسمة (أي نحو آخر 1.2٪ من الأميركيين) المحددة بشكل أكثر تحديداً مع اسكتلندي إيرلندي الأصل، السكان المغتربين الأيرلنديون في الولايات المتحدة حوالي 6 أضعاف سكان أيرلندا الحديثة.
نصف المهاجرين الأيرلنديين إلى حقبة الاستعمار في تاريخ الولايات المتحدة (1607-1775) جاءوا من مقاطعة أولستر الأيرلندية وكانوا بروتستانت إلى حد كبير، في حين جاء النصف الآخر من المقاطعات الثلاث الأخرى (لينستر، ومونستر، و
كوناكت).